# 9216 Masuzawa
9216 Masuzawa è un asteroide della fascia principale. Scoperto nel 1995, presenta un'orbita caratterizzata da un semiasse maggiore pari a 2,2521534 UA e da un'eccentricità di 0,1632052, inclinata di 2,17958° rispetto all'eclittica.